# Црква Светог Георгија у Шапцу
Црква Светог великомученика и победоносца Георгија на Доњошорском гробљу, као задужбина угледног Шабачког трговца Михаила Лазе Куртовића, саграђена је 1929. године . Михаило је као ктитор овог храма сахрањен у гробницу испод Цркве коју је себи спремио за живота.

## Страдање и обнове
За време Другог светског рата црква је доста оштећена, а обновљена је средствима Црквене општине Шабац 1946. године о чему сведочи натпис изнад уласка из припрате у наос који гласи: 
Овај је храм за време рата 1941. године знатно оштећен изнутра и споља те је знатним трошком Српске православне црквене општине у Шапцу оправљен 1946. године. Храм је осветио Његово Преосвештенство епископ Шабачко-ваљевски Симеон дана 1. (14) јула 1946. године уз садејство шабачких свештеника. Освећен у име Свете Тројице Оца, Сина и Светога Духа, храм је посвећен у славу и част светог великомученика и победоносца Геогрија.
Последња значајнија обнова храма била је 2012. године када је окречена унутрашњост храма и асфалтирана стаза око цркве и 2013. године када је завршена конзервација и рестаурација икона и иконостаса, а радове су прилогом извели ученици и професори Уметничке школе из Шапца.
У храму се литургије служе суботом, на Ђурђевдан и Ђурђиц.